# Süttör
Süttör (németül Schüttern) egykor önálló község, ma Fertőd városrésze Győr-Moson-Sopron vármegye Soproni járásában.

## Fekvése
A Kisalföldön, Soprontól 23 kilométerre délkeletre, Kapuvártól 11 kilométerre északnyugatra, a Fertőtől 8 kilométerre délkeletre, a Fertő-tájon található. Szomszédai északra 9 km-re Pomogy (Ausztria), északkeletre 8 km-re Tőzeggyármajor (Fertőd része), délkeletre 3,4 km-re Agyagosszergény, dél-délkeletre 2 km-re Fertőendréd, délre 2,5 km-re Petőháza, délnyugatra 3 km-re Fertőszentmiklós, nyugatra 1,5 km-re Eszterháza (Fertőd része), északnyugatra 2 km-re Sarród (Fertőd része). Az Esterházy-kastély a nyugati határában, Eszterháza és Süttör között található.

### Megközelítése
A községrésztől mintegy 3 kilométerre délre halad el a Győrt Sopronnal összekötő 85-ös főút, közúton azon közelíthető meg a legegyszerűbben mindkét végponti város irányából. Győr felől érkezve Fertőendrédnél célszerű letérni a főútról, a 8518-as útra, Sopron felől pedig Fertőszentmiklósnál a 8519-esre. Sopron irányából megközelíthető Hidegség-Hegykő érintésével is, végig a 8518-as úton.

## Története
Először egy 1313-as bizonyságlevélben szerepel a neve Sehter alakban. A 15. században a Kanizsai család, a 16-17. században a Nádasdy család tulajdonában volt. 1681-ben I. Lipót német-római császár és magyar király  birtokadományként Esterházy Pálnak adta, aki azonban kétszer is zálogba adta előbb Széchényi György esztergomi érseknek, azután a mariazelli bencéseknek, akiktől 1719-ben váltotta vissza az Esterházy család. Ettől az évtől kezdve „a hercegi ág grófi rangú másodszülöttjének birtokai közé utalták”.
Vályi András Sőjtör (Süttern) néven említi.
Fényes Elek szerint „Süttör, magyar falu, Sopron vmegyében, közel a Fertőhöz, Soprontól keletre 3 mfd., 750 kath. lak., s paroch. templommal. Eszterháza pompás kastélyával együtt e helység határára épül. Földjei nagyon középszerüek; legelője posványos; szénája, nádja a Hanságból elég; erdeje nincs. Urbéri gazda 93. Földesura h. Eszterházy, s nevet ad egy uradalomnak.”
A Szent András apostol-templom 1889-ben épült.
1926-ban a trianoni békeszerződéssel Ausztriához került Valla és Pomogy községek Magyarországon maradt földjeit a községhez csatolták.
1950. május 16-án Eszterháza felvette a „Fertőd” nevet, majd szeptember 7-én egyesítették Süttörrel. Eszterháza ekkor 742 lakossal rendelkező, főleg az iparban tevékenykedő, fejlődő település volt, ami a diákvárossá válás felé haladt, Süttör viszont egy 2165 lakosú, jellemzően mezőgazdasági község volt.
1995. július 1-jén Fertőd részeként város lett.

## A Szentendrei Skanzenba átköltöztetett ház

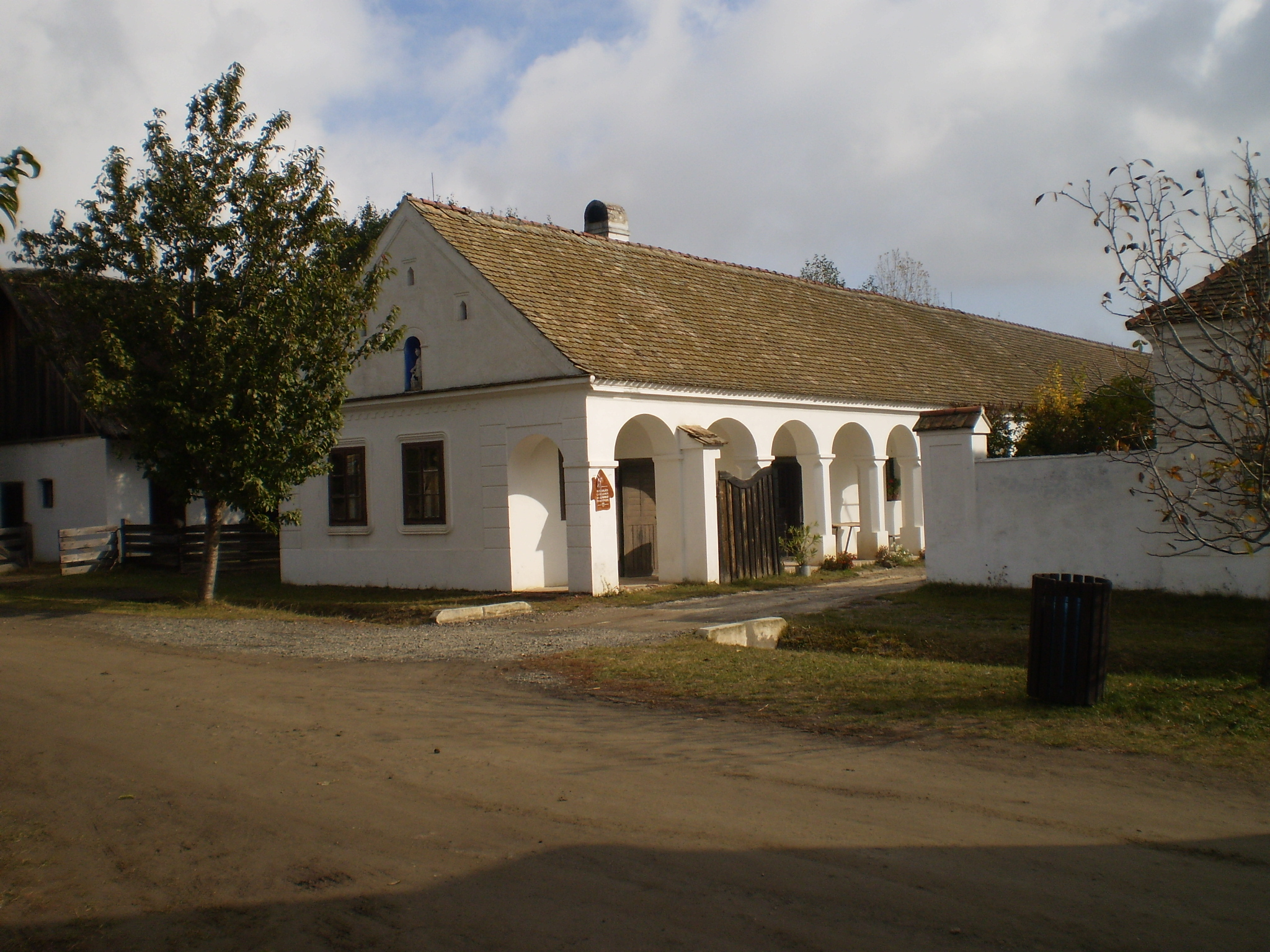
Süttöri ház a Szentendrei Skanzenban
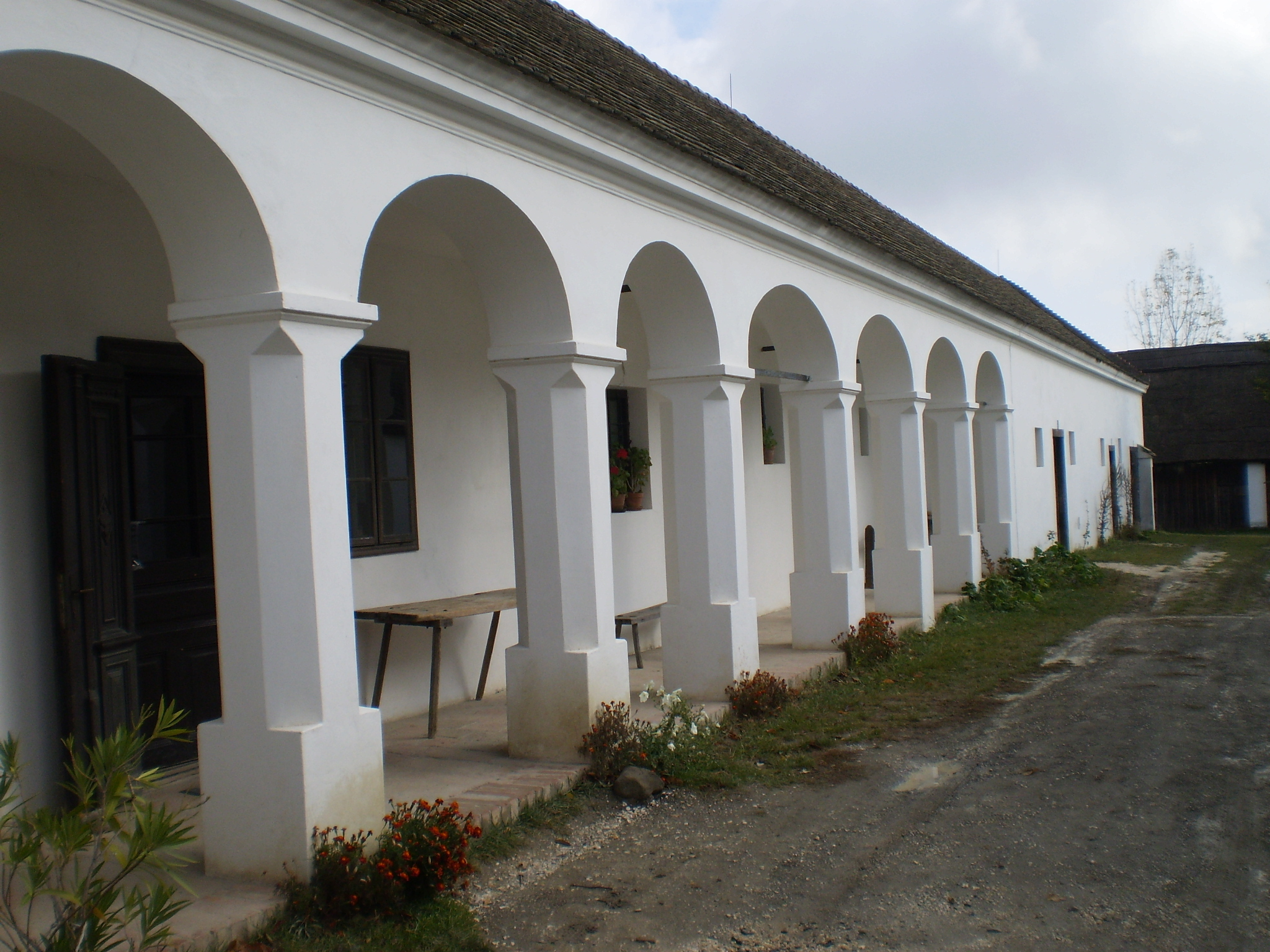
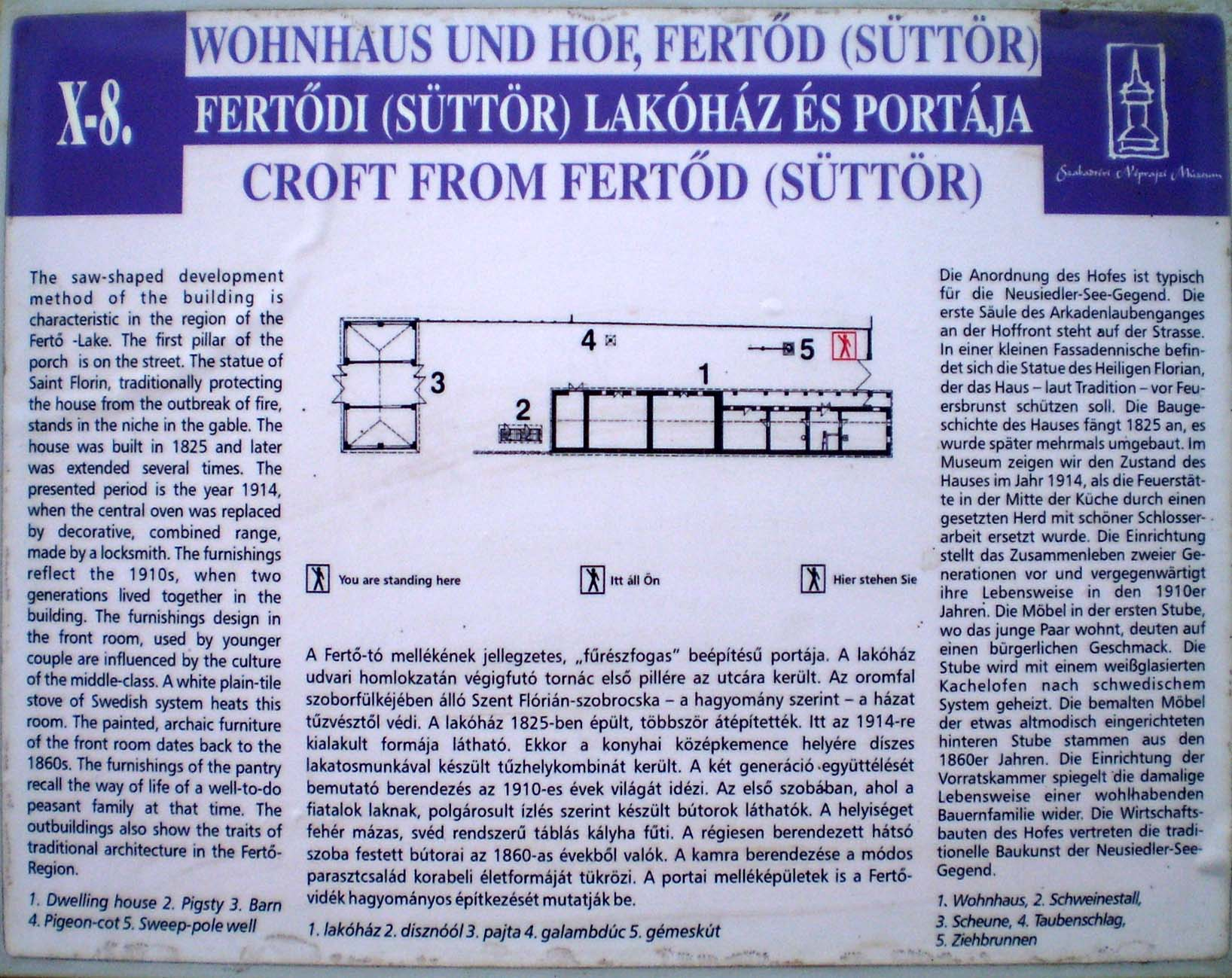
A ház leírása

## Nevezetességek
- Esterházy-kastély
- Szent András apostol templom